# Musculus transversus thoracis
Der Musculus transversus thoracis (lat. für „querer Brustmuskel“) ist ein beim Menschen inkonstanter, quergestreifter Muskel, welcher die Wand des Brustkorbs verspannt und bei der Ausatmung mithilft.
Seinen Ursprung hat der Muskel am Schwertfortsatz (Processus xiphoideus) des Brustbeins (Sternum) und am knorpeligen Teil (Cartilago costalis) der (6. bis) 7. Rippe. Der Ansatz des Muskels liegt am Rippenknorpel der 2. bis 6. Rippe.
Der M. transversus thoracis wird durch die vorderen Äste der Spinalnerven des Brustabschnitts des Rückenmarks innerviert. Die Arteria und Vena thoracica interna durchbohren den M. transversus thoracis und verlaufen dann an dessen Außenseite.